# Rodolfo Camarosano Bersani

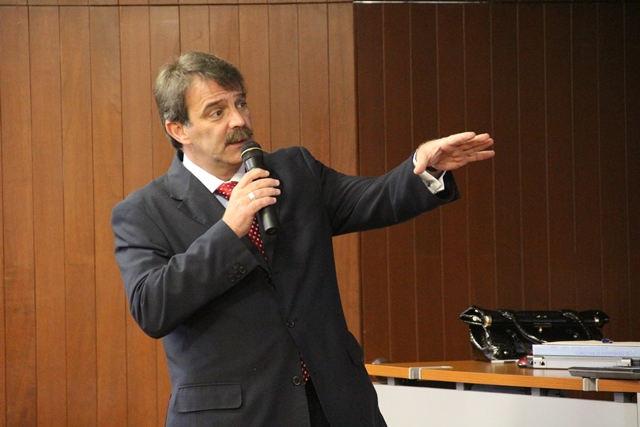
Rodolfo Camarosano Bersani (2012)

Rodolfo Camarosano Bersani (* 24. Mai 1964) ist ein uruguayischer Diplomat.

## Werdegang
Von März 1979 bis 15. September 2010 war er Außenhandelsmanager der Unión de Exportadores del Uruguay (UEU).
Von 1994 bis 1996 leitete er die uruguayisch-polnische Handelskammer sowie die uruguayisch-griechischen Handelskammer.
Von 2003 bis 2004 war er Vertreter des Privatsektors bei den Freihandelsabkommen Uruguay – Mexiko.
Von 21. Oktober 2010 bis Juli 2013 war er Botschafter in Mexiko-Stadt und war zeitgleich war er auf den Bahamas akkreditiert.
Von Juli 2013 bis Oktober 2015 war er Botschafter in Santiago de Chile.
Seit Dezember 2016 leitet er die Abteilung Internationales im Landwirtschaftsministerium.